# أنتوني كونينغهام
أنتوني كونينغهام (بالإنجليزية: Anthony Cunningham)‏ هو لاعب قذف أيرلندي، ولد في 16 يونيو 1965 في بالينسلو ‏ في جمهورية أيرلندا.